# 1494 Savo
1494 Savo este un asteroid din centura principală, descoperit pe 16 septembrie 1938, de Yrjö Väisälä.